# John Pinto
John Pinto (Lupton, Arizona; 15 de diciembre de 1924-Gallup, Nuevo México; 24 de mayo de 2019) fue un político estadounidense, senador del Partido Demócrata (1977-2019).

## Biografía
Era hijo de una familia de pastores de la Nación Navajo. Sirvió en el Cuerpo de Marines de los Estados Unidos durante la Segunda Guerra Mundial y fue locutor de claves de código navajo, utilizadas en las comunicaciones en el frente del Pacífico. Fue profesor y organizador de la Asociación Nacional de Educación.
Fue miembro del partido demócrata en el Senado por la circunscripción de Nuevo México desde 1977 hasta su muerte en 2019. En el momento de su muerte, era el miembro de mayor antigüedad en el Senado. Representó al Distrito 3, que incluye el área de Four Corners y abarca la mayor parte del condado de San Juan occidental, así como una parte del condado de McKinley occidental. Gran parte del distrito está formado por la Nación Navajo; incluye las ciudades de Shiprock, Sheep Springs y la mayoría, si no todas, de Gallup.
Murió a la edad de 94 años. Jonathan Nez, presidente de la Nación Navajo rindió homenaje a Pinto, a través de su cuenta de Twitter, saludando a «un sirviente del estado, un hablador de código y un hombre vinculado a su familia».